# スタッド・ジェネラル・セイニ・クンチェ
スタッド・ジェネラル・セイニ・クンチェ（フランス語、Stade Général Seyni Kountchéx、略称：SGSK）はニジェールの首都、ニアメにある多目的スタジアム。主にサッカーの試合で使用され、サッカーニジェール代表の本拠地である。またニジェール・プレミアリーグの試合でも使用される。

## 概要
このスタジアム名には「セイニ・クンチェ」という名前が入っているが、これはニジェールの軍人で同国2代大統領のセイニ・クンチェにちなむ。彼が1987年に56歳で死去したため、彼の名を新しいスタジアムの名前に入れようという運動が広まり、1989年、中華人民共和国の支援によって旧スタジアム、スタッド・ドゥ・29・ジュイエ（7月29日競技場）の跡地に建設された。また新しいスタジアムは陸上競技やサッカーの国際大会も開催が可能となった。